# Бошкович, Бранко
Бранко Бошкович (черног. Бранко Бошковић / Branko Bošković; род. 21 июня 1980, Бачка-Топола, СФРЮ) — черногорский футболист, полузащитник. Выступал в сборной Черногории.

## Клубная карьера
Свою футбольную карьеру Бранко начал в 1996 году в клубе «Могрен» из города Будва, который тогда выступал в низших югославских дивизионах. Отыграв два с половиной сезона за «Могрен» Бошкович в декабре 1998 года переходит в «Црвену Звезду». За четыре с половиной сезона проведенных в белградской команде Бранко дважды становился чемпионом Югославии (в сезоне 1999/00 и 2000/01) и трижды выигрывал Кубок Югославии (в 1999, 2000 и 2002 годах).
Летом 2003 года Бошкович переходит в французский «Пари Сен-Жермен». Всего за парижский клуб игрок провёл три сезона, причем последний отыграл в аренде за «Труа». В составе «ПСЖ» Бранко стал обладателем Кубка Франции в 2004 году. В январе 2007 года перешёл в венский «Рапид», в составе которого выигрывал чемпионат Австрии в сезоне 2007/08 и Суперкубок Австрии в 2008 году. 15 июня 2010 года подписал контракт с клубом из MLS «Ди Си Юнайтед». В новом клубе дебютировал 16 июля в матче против «Сиэтл Саундерс».

## Международная карьера
В сборной Югославии дебютировал 27 марта 2002 года в матче против Бразилии. Первый и единственный гол за сборную забил 11 июня 2003 года в матче против Азербайджана. Всего за сборную Сербии и Черногории Бошкович провёл 12 матчей, последний 16 ноября 2005 года против Южной Кореи. После провозглашения независимости Черногории Бранко стал выступать за новую сборную. В национальной сборной дебютировал 24 марта 2007 года в товарищеском матче против Венгрии. Первый гол за сборную Черногории Бошкович забил 26 марта 2008 года в матче против Норвегии.
| №  | Дата             | Оппонент  | Счёт | Голы Бошковича | Соревнование                                      |
| 1  | 24 марта 2007    | Венгрия   | 2:1  | -              | Товарищеский матч                                 |
| 2  | 22 августа 2007  | Словения  | 1:1  | −              | Товарищеский матч                                 |
| 3  | 12 сентября 2007 | Швеция    | 1:2  | −              | Товарищеский матч                                 |
| 4  | 26 марта 2008    | Норвегия  | 3:1  | 1              | Товарищеский матч                                 |
| 5  | 27 мая 2008      | Казахстан | 3:0  | -              | Товарищеский матч                                 |
| 6  | 31 мая 2008      | Румыния   | 0:3  | −              | Товарищеский матч                                 |
| 7  | 20 августа 2008  | Венгрия   | 3:3  | −              | Товарищеский матч                                 |
| 8  | 6 сентября 2008  | Болгария  | 2:2  | −              | Отборочный матч чемпионата мира по футболу 2010   |
| 9  | 15 октября 2008  | Италия    | 1:2  | −              | Отборочный матч чемпионата мира по футболу 2010   |
| 10 | 19 ноября 2008   | Македония | 2:1  | −              | Товарищеский матч                                 |
| 11 | 28 марта 2009    | Италия    | 0:2  | −              | Отборочный матч чемпионата мира по футболу 2010   |
| 12 | 1 апреля 2009    | Грузия    | 0:0  | -              | Отборочный матч чемпионата мира по футболу 2010   |
| 13 | 5 сентября 2009  | Болгария  | 1:4  | −              | Отборочный матч чемпионата мира по футболу 2010   |
| 14 | 5 сентября 2009  | Болгария  | 1:4  | −              | Отборочный матч чемпионата мира по футболу 2010   |
| 15 | 10 октября 2009  | Кипр      | 1:1  | -              | Отборочный матч чемпионата мира по футболу 2010   |
| 16 | 14 октября 2009  | Ирландия  | 0:0  | −              | Отборочный матч чемпионата мира по футболу 2010   |
| 17 | 18 ноября 2009   | Беларусь  | 1:0  | −              | Товарищеский матч                                 |
| 18 | 3 марта 2010     | Македония | 1:2  | −              | Товарищеский матч                                 |
| 19 | 3 сентября 2010  | Уэльс     | 1:0  | −              | Отборочный матч чемпионата Европы по футболу 2012 |
| 20 | 7 сентября 2010  | Болгария  | 1:0  | −              | Отборочный матч чемпионата Европы по футболу 2012 |
| 21 | 8 октября 2010   | Швейцария | 1:0  | −              | Отборочный матч чемпионата Европы по футболу 2012 |
| 22 | 12 октября 2010  | Англия    | 0:0  | −              | Отборочный матч чемпионата Европы по футболу 2012 |

Итого: 22 матчей / 1 гол; 8 побед, 7 ничьих, 7 поражений.
(откорректировано по состоянию на 12 октября 2010)

## Достижения
«Црвена Звезда»
- Чемпион Югославии (2): 1999/00, 2000/01
- Обладатель Кубка Югославии (3): 1999, 2000, 2002

«ПСЖ»
- Обладатель Кубка Франции (1): 2004

«Рапид (Вена)»
- Чемпион Австрии (1): 2007/08
- Обладатель Суперкубка Австрии (1): 2008